# Cantonul Brive-la-Gaillarde-Nord-Est
Cantonul Brive-la-Gaillarde-Nord-Est este un canton din arondismentul Brive-la-Gaillarde, departamentul Corrèze, regiunea Limousin, Franța.